# Crucilândia
Crucilândia este un oraș în unitatea federativă Minas Gerais (MG), Brazilia.